# Jamon Jamon
Jamon Jamon, in Deutschland auch unter dem Titel Lust auf Fleisch bekannt, ist ein  Film des spanischen Regisseurs Bigas Luna aus dem Jahr 1992. Der Film basiert auf einem Original-Drehbuch von Cuca Canals, Luna und Quim Monzó, wurde von den Filmstudios Lolafilms S.A., Ovídeo TV S.A. und Sogepaq produziert und in der kargen aragonesischen Landschaft der Monegros gedreht.

## Handlung
José Luis ist Spross einer Unternehmerfamilie, die Männerunterhosen herstellt. Er hat sich in die Näherin Silvia verliebt, die nun von ihm schwanger ist. Der junge Mann verspricht ihr die Hochzeit, ist aber nicht Manns genug, sich mit seinem Wunsch gegen seine dünkelhaft-dominante Mutter Conchita durchzusetzen. Die setzt nun alles daran, José und Silvia auseinanderzutreiben.
Dazu heuert sie Raúl an, einen intellektuell recht schlichten, doch unterhalb der Gürtellinie gut „bestückten“ Arbeiter, der nebenbei als Unterhosen-Dressman modelt. Raúl und Silvia verlieben sich unerwartet ineinander. Trotzdem pflegt Raúl daneben noch, mehr gezwungen als gewollt, eine Affäre mit seiner Auftraggeberin Conchita. Während die zunehmend eifersüchtig auf Silvia wird, sucht ihr Sohn José Luis heimlich sexuelle Abwechslung bei Silvias Mutter, die eine Sexbar betreibt. Das Geschehen spitzt sich grotesk zu, als José Luis seinen Kontrahenten Raúl zu einem mit Schinkenkeulen geführten Zweikampf nötigt und dabei von Raúl unabsichtlich getötet wird. Am Ende findet Silvia bei José Luis’ Vater Trost, Raúl bei José Luis’ Mutter, während Silvias Mutter den Leichnam José Luis’ in ihren Armen wiegt.

## Interpretation
Man könnte den Film damit abtun, dass bloß Klischees wiederholt werden. Diese sind hier aber stark überzeichnet und sollen so ad absurdum geführt werden: Silvia ist nur schön und naiv; Raúl entspricht völlig dem Klischee des Latin-Lover, der rohen Knoblauch isst, in einem Schinkendepot arbeitet und einzig und allein an Spielautomaten, Sex und Motorräder denkt; José Luis’ Mutter ist ganz die typische, vernachlässigte Ehefrau, die alles tut, um sich wieder attraktiv zu fühlen, zugleich aber ebenso die Über-Mutter, die ihren armen Buben vor der falschen Partnerin bewahren muss.
Dazu kommen weitere Klischees: Bei einer Firmenfeier gibt es eine Riesenpfanne Paella, zudem bringen die arme Näherin und ihre Mutter hervorragend zubereitete Tortillas mit; Silvia und José Luis haben zu Beginn ihr Liebesnest ausgerechnet unter dem Osborne-Stier, dem Symbol Spaniens; gegen dessen mächtige Blechhoden trommelt später der verlassene und verzweifelte José Luis so lange, bis sie abbrechen. Raúl Gonzales (Javier Bardem) und sein ebenfalls groß bestückter Freund José Gabrieles (Tomás Penco) liefern sich nachts in einer verlassenen Arena Stierkämpfe. Dabei sind beide Männer nackt und wedeln mit ihren erigierten Gliedern. Das Großartige an dem Film ist, dass er zugleich eine unglaubliche Fülle von Symbolen aufbietet und diese zu einer letztlich stimmigen Handlung komponiert.

## Kritiken
- „'Jamón, Jamón' ist ein exaltierter Totentanz um Eros und Statussymbole, Sex und Gewalt, in dem die lebendigen Relikte des Mittelalters auf das Jahr 2000 prallen.“ (Fischer Film Almanach 1994)

- „Auf erotischer Flamme köchelndes Melodram, das kein (Rollen-) Klischee auslässt, um zu der fragwürdigen Aussage zu kommen, dass alle Frauen Mütter und Huren und alle Männer Machos und Schlappschwänze in einem sind.“ (Lexikon des internationalen Films)[1]

- „Was der exzentrische Regisseur als eine Art spanische Schinken- und Sitten-Anthologie annonciert, ist eine krude Mischung aus Porno, Farce, Melodram und mäßig lustigem Schauerstück aus alten Tagen (…) Erst im lustvoll geschmacklosen Fortissimo der Schlusssequenz findet die intendierte Satire ihren eigenen Stil.“ (tip Berlin)

## Auszeichnungen
Der Film war 1993 in sechs Kategorien für den wichtigsten spanischen Filmpreis, den Goya, nominiert. In den Kategorien Bester Film und Beste Regie hatte die Komödie gegenüber Fernando Truebas Belle Epoque das Nachsehen. Javier Bardem und Penélope Cruz mussten sich nominiert als Beste Hauptdarsteller Alfredo Landa (La Marrana) bzw. Ariadna Gil (Belle Epoque) geschlagen geben.
Goya 1993
- nominiert in den Kategorien
  - Bester Film
  - Beste Regie
  - Bestes Original-Drehbuch
  - Bester Hauptdarsteller (Javier Bardem)
  - Beste Hauptdarstellerin (Penélope Cruz)
  - Bester Ton

Weitere
Cinema Writers Circle Awards 1993
- Bester Darsteller (Javier Bardem)

Sant-Jordi-Award 1993
- Bester spanischer Darsteller (Javier Bardem)

Spanish Actors Union 1993
- Bester Nachwuchsdarsteller (Javier Bardem)
- nominiert in der Kategorie Beste Nachwuchsdarstellerin (Penélope Cruz)

Filmfestspiele von Venedig 1992
- Silberner Löwe Beste Regie

## Trivia
Im spanischsprachigen Originalabspann werden die sechs Hauptfiguren (die drei Elternteile sowie die drei jungen Leute) nicht bei deren Rollennamen genannt, sondern nur mit Spitz- oder Schimpfnamen: Silvias Mutter (Anna Galiena) wird als „die Mutterhure“ bzw. „die Puffmutter“ tituliert (im Original «la puta madre»), José Luis’ Mutter (Stefania Sandrelli) ist dagegen „die Hurenmutter“ («la madre puta»), sein Vater aber schlicht „der Vater“ («el padre»). Silvia (Penélope Cruz) wird als „die Hurentochter“ («la hija de puta») aufgelistet, José Luis (Jordi Mollà) als „das Jüngelchen“ («el niñato») und Raúl Gonzales (Javier Bardem) ist „das scharfe Würstchen“ («el chorizo»).